# Вердум, Фабрисиу
Фабри́сиу Верду́м (порт. Fabricio Werdum, род. 30 июля 1977, Порту-Алегри, Бразилия) — бразильский боец смешанных боевых искусств, бывший чемпион мира по версии UFC в тяжёлом весе, двукратный чемпион мира в супертяжёлом весе в традиционном джиу-джитсу. Имеет чёрный пояс в бразильском джиу-джитсу (англ. Brazilian jiu-jitsu, BJJ).
Вердум победил таких известных бойцов, как Габриэл Гонзага (дважды), Роман Зенцов, Алистар Оверим, Александр Емельяненко, Федор Емельяненко, Антониу Силва, Антониу Ногейра и Кейн Веласкес, Александр Густафссон.

## Ранние годы
Спортом Вердум начал заниматься под руководством тренера по джиу-джитсу Марсиу Корлеты. Фабрисиу стал достойным учеником, и в возрасте 17 лет он уже имел пурпурный (фиолетовый) пояс. С этого момента он сам становится тренером, преподавая искусство бразильского джиу-джитсу в Мадриде и других городах Испании. Став чемпионом мира по BJJ, Вердум решает попробовать себя в смешанном стиле.

## MMA

### Карьера в Jungle Fight
Ранние бои Вердума прошли под эгидой Jungle Fight, Millennium Brawl, и World Absolute Fight. Фабрисиу достиг рекорда 4-0-1, в том числе одержав победу над специалистом в бразильском джиу-джитсу Габриэлом Гонзагой. В это время он был спарринг-партнёром Мирко Филиповича.

### Карьера в Pride
В феврале 2005 года Фабрисиу переходит в чемпионат Pride, где начинает с победы сдачей над Томом Эриксоном. Проведя ещё несколько удачных боёв, он принимает участие в турнире PRIDE Open Weight Grand Prix в 2006 году, где в первом бою в первом раунде одерживает победу с помощью болевого приёма «кимура», над очень сильным бойцом Алистаром Оверимом. В следующем бою он выходит также против опытного Антонио Родриго Ногейра. Этот бой, несмотря на отличную борцовскую подготовку обоих спортсменов, прошёл в стойке, где явно сильнее был Ногейра. Родриго дважды отправлял Фабрисиу в нокдаун, и одержал заслуженную победу.

### Приглашение в UFC
Затем Фабрисиу получает приглашение выступать в UFC, где на 70 турнире, прошедшем в апреле 2007 года, попадает на опытного Андрея Орловского. В этом бою сразу вскрылся недостаток ударной подготовки Вердума, и, с небольшим отставанием по очкам, решением судей он проигрывает бой. После этой встречи Фабрисиу решает осваивать ударную технику, для чего переходит на подготовку в бразильский клуб Chute Boxe. Это решение незамедлительно принесло спортсмену хорошие результаты в следующем бое-реванше с Габриэлом Гонзагой. Бой проходит недолго — свалив своего соперника с ног, Вердум обрушивает на соперника град ударов сверху, и бой останавливают. Затем Вердум одержал победу над Брэндоном Верой. Сам Вера был крайне недоволен тем, что судья остановил бой, хотя Вердум довольно убедительно одержал победу. В следующем, крайне неудачном для себя бою, Фабрисиу терпит сокрушительное поражение нокаутом от своего соотечественника Жуниора Дос Сантоса. На этом его карьера в UFC закончилась.

### Переход в Strikeforce
Покинув UFC, Вердум начинает выступать в организации Strikeforce, дебютировав 15 августа 2009 года на Strikeforce: Carano vs. Cyborg против ветерана UFC Майка Кайла, который был побеждён уже в первом раунде (на 1:24 секунды). Далее Вердум единогласным решением одержал победу над Антонио «Bigfoot» Силва на Strikeforce: Fedor vs. Rogers.
26 июня 2010 года, на Strikeforce: Fedor vs. Werdum, одержал неожиданную победу над казавшимся непобедимым (прервалась череда из 28 боёв без поражений) Фёдором Емельяненко, с помощью приёма «треугольник»/удушающий приём всего через минуту и 9 секунд после начала боя (в первом раунде). Этот приём был удостоен награды «Болевой года-2010» по версии авторитетного в мире ММА сайта Sherdog.com. Эта победа высоко подняла Вердума в рейтингах топ-бойцов ММА (он занял 3 место в списке лучших тяжеловесов ММА по версии Sherdog), а также принесла славу единственного бойца, одержавшего победы над обоими братьями Емельяненко.
Матч-реванш с Алистаром Оверимом состоялся 18 июня 2011 года, на турнире по системе плей-офф для 8 бойцов в супертяжёлой весовой категории Strikeforce: Dallas. Вердум проиграл Овериму единогласным решением судей, но бой получился неоднозначным: с одной стороны, Фабрисиу критиковали за настойчивые попытки бороться в партере, чтобы попасть в благоприятное положение из-за знания бразильского джиу-джитсу, с другой, Оверим, постоянно избегая партера, не показал ничего особенного в стойке и провел всего несколько точных ударов, не причинивших вреда сопернику. Согласно статистике боя от FightMetric, большее число точных ударов (43 против 32) нанёс Фабрисиу Вердум.

### Возвращение в UFC
8 ноября 2011 года Вердум вновь подписал контракт с UFC; запланированный бой с американским бойцом Бренданом Шаубом не состоялся.
Вместо этого, в новом бое Вердуму на UFC 143 от 4 февраля 2012 года противостоял Рой Нельсон. Фабрисиу выиграл бой единогласным решением, бой был удостоен награды «Бой вечера».
23 июня 2012 года на UFC 147 Вердум встретился с Майком Руссоу, который был побеждён в первом раунде техническим нокаутом.
8 июня 2013 года в матче-реванше на UFC on Fuel TV: Nogueira vs. Werdum Вердум встретился с Антонио Родриго Ногейра, и выиграл болевым приёмом во втором раунде.
19 апреля 2014 года на UFC on FOX TV 11: Werdum vs. Browne Вердуму противостоял Трэвис Браун. Несмотря на то, что Вердум считался аутсайдером, он вёл бой почти все пять раундов и выиграл единогласным решением.
29 апреля 2014 года, UFC объявил, что Вердум и действующий чемпион Кейн Веласкес были выбран в качестве тренеров для первого сезона шоу The Ultimate Fighter: Latin America, два бойца из которых должны были столкнуться друг с другом 15 ноября 2014 года на UFC 180.
21 октября 2014 года было объявлено, что Веласкес травмировал колено, и Вердум с Марком Хантом разыграли в бою титул временного чемпиона UFC в тяжёлом весе на UFC 180. Несмотря на пропущенные удары на ранней стадии, Вердум выиграл бой техническим нокаутом во втором раунде, став новым временным чемпионом UFC в супертяжёлом весе. За эту победу Вердум также получил награду Performance of the Night в размере $50 000.
Перенесённый бой с Веласкесом за объединённый титул чемпиона UFC состоялся 13 июня 2015 года на UFC 188, где Фабрисиу Вердум в третьем раунде заставил сдаться Веласкеса, применив удушающий приём «Гильотина».
14 мая 2016 года в бою против Стипе Миочича Фабрисиу был нокаутирован в первом раунде и утратил титул чемпиона UFC.
25 июля 2020 года Вердум встретился в рамках турнира UFC Fight Island 3 со шведским тяжеловесом Александром Густафссоном. Большинство экспертов склонялось к тому, что Вердум, который подходил к поединку на серии из поражений, проведет свой последний бой в UFC, но Вердум очень уверенно провел бой и смог выиграть досрочно за счет болевого приема в первом раунде.
Несмотря на победу над шведом, Вердум сдержал свое обещание и покинул UFC после боя с Густафссоном.

### Переход вPFL
Вердум дебютировал в американском промоушене PFL 7 мая 2021 года, в качестве одной из главных звезд. Его бой с Ренаном Феррейрой стал главным боем вечера, который завершал турнир PFL 3 в Атлантик-Сити. Несмотря на поражение в первом раунде, дебют Вердума в организации сразу вызвал скандал, так как судья поединка пропустил момент, в котором Феррейра постучал в знак сдачи, после болевого приема Вердума. Специальная комиссия, пересмотрев запись боя и выслушав показания участников, приняла решение отменить победу Феррейры и поменять результат матча на «без результата».
В июне 2021 года Вердум снялся с поединка против Брендона Сайлеса из-за отека мозга.

## Титулы и достижения

### Смешанные единоборства
- Ultimate Fighting Championship
  - Чемпион UFC в тяжёлом весе (один раз)
  - Временный чемпион UFC в тяжёлом весе (один раз)
  - Обладатель премии «Лучший бой вечера» (один раз) против Роя Нельсона
  - Обладатель премии «Выступление вечера» (два раза) против Марка Ханта, Кейна Веласкеса
- Strikeforce
  - Обладатель премии «Болевой приём года» (2010) против Фёдора Емельяненко
- Sherdog
  - Болевой/удушающий приём года (2010) против Фёдора Емельяненко[22]
  - Разочарование года (2010) против Фёдора Емельяненко[23]
- World MMA Awards
  - Болевой/удушающий приём года (2010) против Фёдора Емельяненко[24]
- Bleacher Report
  - Болевой/удушающий приём года (2010) против Фёдора Емельяненко[25]
  - Разочарование года (2010) против Фёдора Емельяненко[25]
- MMAjunkie.com
  - Болевой/удушающий приём месяца (июнь 2015) против Кейна Веласкеса[26]
- MMAFighting.com
  - Болевой/удушающий приём года (2010) против Фёдора Емельяненко[27]

## Статистика
| Боёв 36         | Побед 24 | Поражений 10 |
| --------------- | -------- | ------------ |
| Нокаутом        | 6        | 3            |
| Сдачей          | 12       | 0            |
| Решением        | 6        | 7            |
| Ничьи           | 1        | 1            |
| Не состоявшихся | 1        | 1            |

| Результат    | Рекорд      | Соперник                | Способ                                                    | Турнир                              | Дата             | Раунд | Время | Место                      | Примечание |
| ------------ | ----------- | ----------------------- | --------------------------------------------------------- | ----------------------------------- | ---------------- | ----- | ----- | -------------------------- | --- |
| Поражение    | 24–10-1 (1) | Джуниор Дос Сантос      | Раздельное решение                                        | Gamebred Fighting Championship 5    | 8 сентября 2023  | 3     | 5:00  | Джексонвиль , Флорида, США | Бой на голых кулаках MMA. |
| Не состоялся | 24-9-1 (1)  | Ренан Феррейра          | Результат боя отменён судьями                             | PFL 3: 2021 Regular Season          | 6 мая 2021       | 1     | 2:32  | Атлантик-Сити, США         | Первоначально победа Феррейры нокаутом. Позже результат был отменён, поскольку судья пропустил момент, как Феррейра постучал во время болевого приема Вердума |
| Победа       | 24-9-1      | Александр Густафссон    | Сдача (рычаг локтя)                                       | UFC on ESPN: Whittaker vs. Till     | 26 июля 2020     | 1     | 2:30  | Абу-Даби, ОАЭ              | Выступление вечера. |
| Поражение    | 23-9-1      | Алексей Олейник         | Раздельное решение                                        | UFC 249                             | 9 мая 2020       | 3     | 5:00  | Джэксонвилл, США           | |
| Поражение    | 23-8-1      | Александр Волков        | KO (удары)                                                | UFC Fight Night: Werdum vs. Volkov  | 17 марта 2018    | 4     | 1:38  | Лондон, Великобритания     | |
| Победа       | 23-7-1      | Марчин Тыбура           | Единогласное решение                                      | UFC Fight Night: Werdum vs. Tybura  | 19 ноября 2017   | 5     | 5:00  | Сидней, Австралия          | |
| Победа       | 22-7-1      | Уолт Харрис             | Рычаг локтя                                               | UFC 216                             | 7 октября 2017   | 1     | 1:05  | Лас-Вегас, США             | |
| Поражение    | 21-7-1      | Алистар Оверим          | Решением большинства                                      | UFC 213                             | 8 июля 2017      | 3     | 5:00  | Лас-Вегас, США             | |
| Победа       | 21-6-1      | Трэвис Браун            | Единогласное решение                                      | UFC 203                             | 10 сентября 2016 | 3     | 5:00  | Кливленд, США              | |
| Поражение    | 20-6-1      | Стипе Миочич            | Нокаут (удар)                                             | UFC 198: Werdum vs. Miocic          | 14 мая 2016      | 1     | 2:47  | Куритиба, Бразилия         | Утратил титул чемпиона UFC в тяжёлом весе. |
| Победа       | 20-5-1      | Кейн Веласкес           | Удушающий приём (гильотина)                               | UFC 188                             | 13 июня 2015     | 3     | 1:14  | Мехико, Мексика            | Защитил титул чемпиона UFC (1) в тяжёлом весе. Выступление вечера.                                                                                            |
| Победа       | 19-5-1      | Марк Хант               | Технический нокаут (удар коленом в прыжке и удары руками) | UFC 180                             | 28 февраля 2015  | 2     | 2:27  | Мехико, Мексика            | Завоевал титул чемпиона UFC в тяжёлом весе. Выступление вечера.                                                                                               |
| Победа       | 18-5-1      | Трэвис Браун            | Единогласное решение                                      | UFC on Fox: Werdum vs. Browne       | 19 апреля 2014   | 5     | 5:00  | Орландо, США               | |
| Победа       | 17-5-1      | Антониу Родригу Ногейра | Болевой приём (рычаг локтя)                               | UFC on Fuel TV: Nogueira vs. Werdum | 8 июня 2013      | 2     | 2:41  | Форталеза, Бразилия        | |
| Победа       | 16-5-1      | Майк Руссоу             | Технический нокаут (удары)                                | UFC 147                             | 23 июня 2012     | 1     | 2:28  | Белу-Оризонти, Бразилия    | |
| Победа       | 15-5-1      | Рой Нельсон             | Единогласное решение                                      | UFC 143                             | 4 февраля 2012   | 3     | 5:00  | Лас-Вегас, США             | Лучший бой вечера. |
| Поражение    | 14-5-1      | Алистар Оверим          | Единогласное решение                                      | Strikeforce: Overeem vs. Werdum     | 18 июня 2011     | 3     | 5:00  | Даллас, США                | Четвертьфинал Гран-При Strikeforce 2011 в тяжёлом весе. |
| Победа       | 14-4-1      | Фёдор Емельяненко       | Болевой приём (треугольник)                               | Strikeforce: Fedor vs. Werdum       | 26 июня 2010     | 1     | 1:09  | Сан-Хосе, США              | |
| Победа       | 13-4-1      | Антониу Силва           | Единогласное решение                                      | Strikeforce: Fedor vs. Rogers       | 7 ноября 2009    | 3     | 5:00  | Хоффман-Истейтс, США       | |
| Победа       | 12-4-1      | Майк Кайл               | Удушающий приём (гильотина)                               | Strikeforce: Carano vs. Cyborg      | 15 августа 2009  | 1     | 1:24  | Сан-Хосе, США              | |
| Поражение    | 11-4-1      | Жуниор дус Сантус       | Технический нокаут (удары)                                | UFC 90                              | 25 октября 2008  | 1     | 1:20  | Роузмонт, США              | |
| Победа       | 11-3-1      | Брендон Вера            | Технический нокаут (удары)                                | UFC 85                              | 7 июня 2008      | 1     | 4:40  | Лондон, Великобритания     | |
| Победа       | 10-3-1      | Габриэл Гонзага         | Технический нокаут (удары)                                | UFC 80                              | 19 января 2008   | 2     | 4:34  | Ньюкасл, Великобритания    | |
| Поражение    | 9-3-1       | Андрей Орловский        | Единогласное решение                                      | UFC 70                              | 21 апреля 2007   | 3     | 5:00  | Манчестер, Великобритания  | |
| Победа       | 9-2-1       | Александр Емельяненко   | Удушающий приём (треугольник руками)                      | 2H2H: Pride & Honor                 | 12 ноября 2006   | 1     | 3:24  | Роттердам, Нидерланды      | |
| Поражение    | 8-2-1       | Антониу Родригу Ногейра | Единогласное решение                                      | PRIDE Critical Countdown Absolute   | 1 июля 2006      | 3     | 5:00  | Сайтама, Япония            | Четвертьфинал Гран-при Pride 2006 в открытом весе. |
| Победа       | 8-1-1       | Алистар Оверим          | Болевой приём (кимура)                                    | PRIDE Total Elimination Absolute    | 5 мая 2006       | 2     | 3:43  | Осака, Япония              | Вступительный тур Гран-при Pride 2006 в открытом весе. |
| Победа       | 7-1-1       | Йон Олав Эйнемо         | Единогласное решение                                      | PRIDE 31                            | 26 февраля 2006  | 3     | 5:00  | Сайтама, Япония            | |
| Поражение    | 6-1-1       | Сергей Харитонов        | Раздельное решение                                        | PRIDE 30                            | 23 октября 2005  | 3     | 5:00  | Сайтама, Япония            | |
| Победа       | 6-0-1       | Роман Зенцов            | Болевой приём (рычаг локтя в треугольнике)                | PRIDE Final Conflict 2005           | 28 августа 2005  | 1     | 6:01  | Сайтама, Япония            | |
| Победа       | 5-0-1       | Том Эриксон             | Удушающий приём (сзади)                                   | PRIDE 29                            | 20 февраля 2005  | 1     | 5:29  | Сайтама, Япония            | |
| Победа       | 4-0-1       | Эбенезер Фонтеш Брага   | Нокаут (удар)                                             | Jungle Fight 2                      | 15 мая 2004      | 2     | 1:28  | Манаус, Бразилия           | |
| Победа       | 3-0-1       | Габриэл Гонзага         | Технический нокаут (удары)                                | Jungle Fight 1                      | 13 сентября 2003 | 3     | 2:11  | Манаус, Бразилия           | |
| Победа       | 2-0-1       | Кристоф Миду            | Болевой приём (рычаг локтя в треугольнике)                | WAFF 2                              | 22 марта 2003    | 1     | 4:11  | Марракеш, Марокко          | |
| Ничья        | 1-0-1       | Джеймс Зикич            | Ничья                                                     | Millennium Brawl 8                  | 22 сентября 2002 | 3     | 5:00  | Хай-Уиком, Великобритания  | Вычет одного балла у Вердума за запрещённый удар коленом по лежащему сопернику.                                                                               |
| Победа       | 1-0         | Тенгиз Тедорадзе        | Удушающий приём (треугольник)                             | Millennium Brawl 7                  | 16 июня 2002     | 1     | N/A   | Хай-Уиком, Великобритания  | |